# Olguiz Rodríguez
Olguiz Rodríguez est un ancien entraîneur uruguayen de basket-ball. 

## Palmarès
- 3e des Jeux olympiques 1952